# Yang Hui

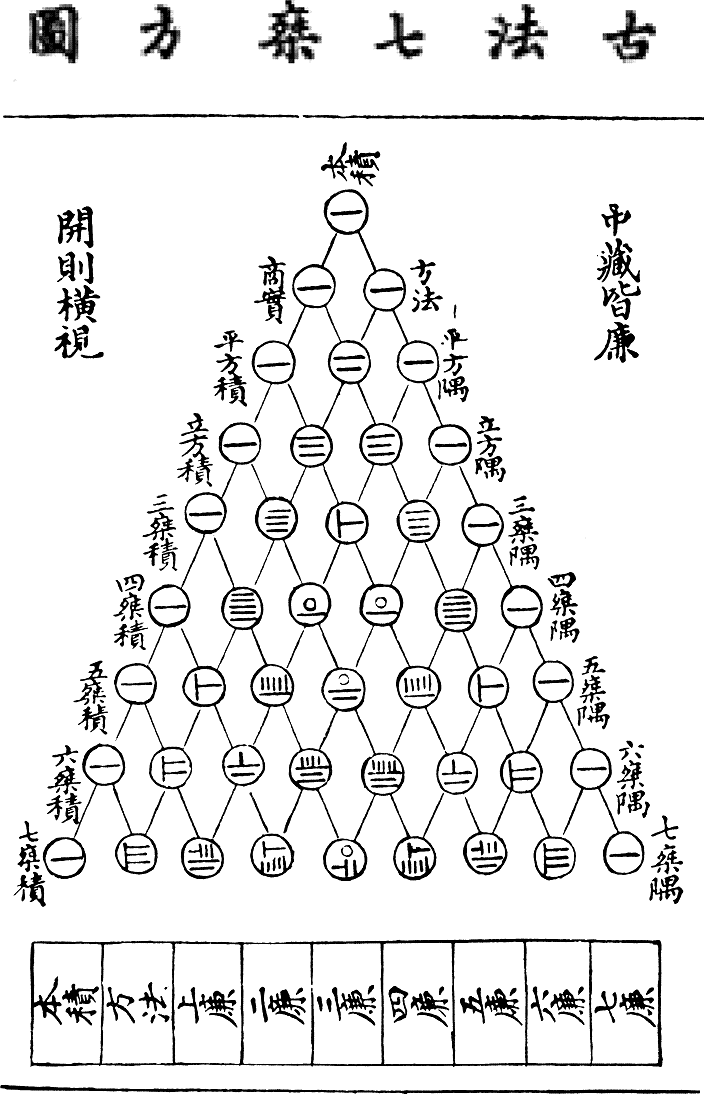
Yang Huis triangel (Pascals triangel) med traditionella kinesiska räknetecken, som den syns i en publikation av Zhu Shijie från år 1303.

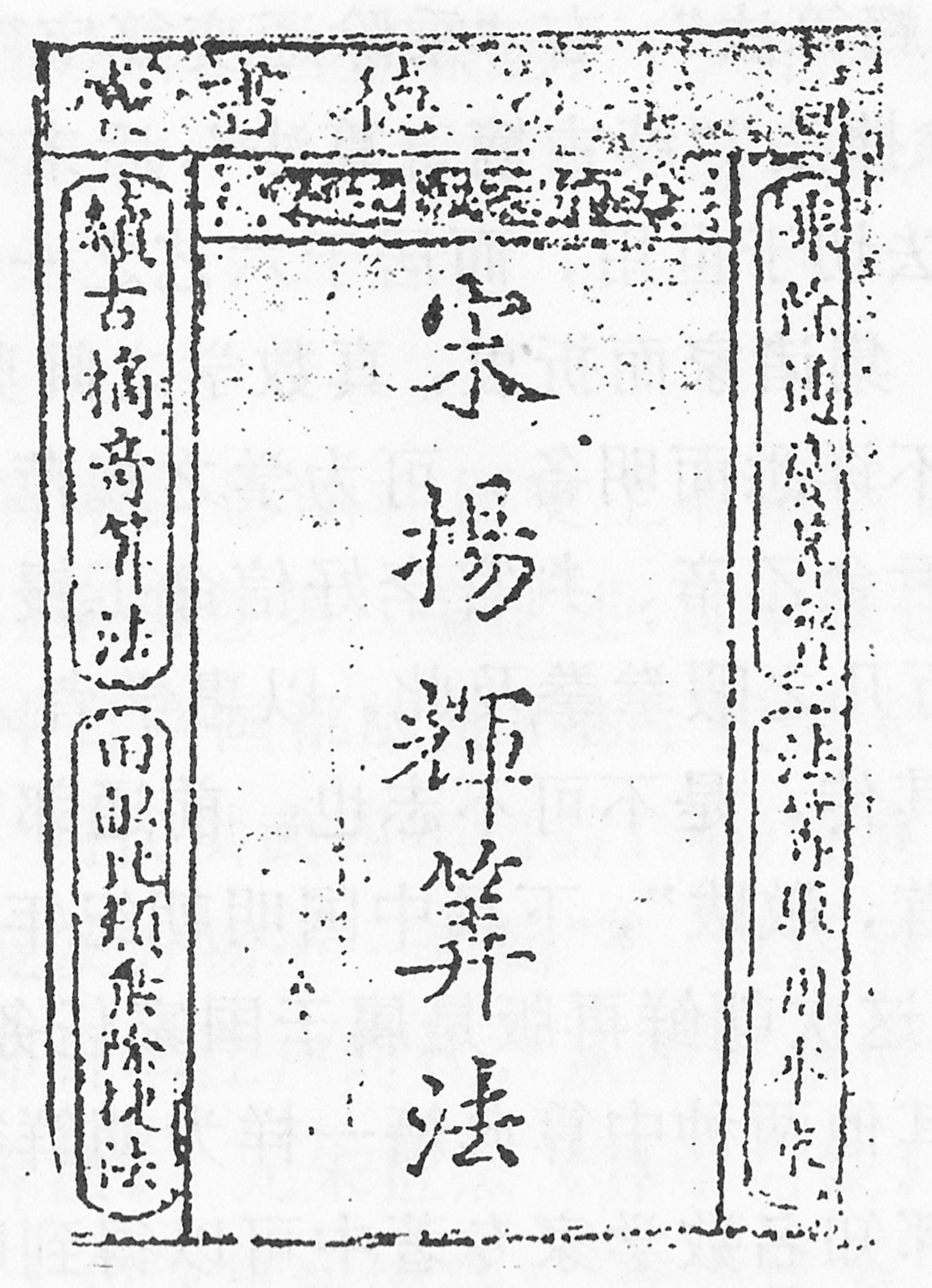
Ett koreansk exemplar av Yang Hui suan fa, från 1433.

Yang Huis konstruktion av en tredje ordningens magisk kvadrat.

Yang Hui (traditionella tecken 楊輝, förenklade tecken 杨辉, pinyin Yáng Huī), stilnamn Qianguang (谦光), född runt 1238 och död runt 1298, var en kinesisk matematiker från Qiantang (nutida Hangzhou) under Songdynastin (960-1279). Yang arbetade med magiska kvadrater, magiska cirklar och binomialsatsen, och är mest känd för att ha fört fram Yang Huis triangel. Denna triangel var densamma som den senare Pascals triangel, upptäckt av Yangs företrädare Jia Xian (贾宪). Yang var även samtida med den andra kända matematikern Qin Jiushao.

## Skrivet arbete
Den tidigaste kinesiska illustrationen av Pascals triangel förekom i Yangs bok Xiangjie Jiuzhang Suanfa (详解九章算法) från år 1261, i vilken Yang klargjorde att hans metod för att finna kvadratrötter och kubrötter i "Yang Huis triangel" uppfanns av matematikern Jia Xian , som upptäckte detta runt år 1100, cirka 500 år före Pascal. I denna, nu förlorade, bok, känd som Ruji Shisuo (如积释锁) eller på engelska Piling-up Powers and Unlocking Coefficients, vilken är känd genom den samtida matematikern Liu Ruxie (刘汝谐)., beskriver Jia metoden använd som 'li cheng shi suo' (tabuleringssystemet för att låsa upp binomiala koefficienter). Det förekom återigen i en publikation av Zhu Shijies bok Jadespegeln med de fyra okända (四元玉鉴) från år 1303.
Runt år 1275 hade Yang publicerat två matematiska böcker, kända som Xugu Zhaiqi Suanfa (续古摘奇算法) och Suanfa Tongbian Benmo (算法通变本末), tillsammans kallade Yang Hui suan fa (杨辉算法). I den första av böckerna beskrev Yang arrangerandet av naturliga tal kring  koncentriska och icke koncentriska cirklar, kända som magiska cirklar, samt vertikal-horisontella diagram av komplexa kombinatoriska arrangemang kända som magiska kvadrater och magiska cirklar, som gav regler för konstruktionen. I sin text kritiserade Yang arbetet av de tidigare matematikerna Li Chunfeng (李淳風) och Liu Yi (刘益), som ofta arbetade med metoder utan att beskriva den teoretiska bakgrunden. Yang hade en vid denna tid modern syn på matematik, och sade en gång: 
"De gamla männen ändrade namnet på sina metoder från problem till problem, så att när ingen specifik beskrivning var given, fanns heller inget sätt att förstå deras teoretiska härkomst eller bas."
I sitt skrivna arbete framförde Yang teoretiskt bevis för att komplement för ett parallellogram som är diametern av ett annat parallellogram, är lika med varandra. Detta var samma idé som framställdes i Euklides (300 f.Kr.) fyrtiotredje proposition i sin första bok, men Yang använde ett fall med en rektangel och en gnomon. Yang lade också fram ett flertal andra geometriska problem och teoretiska förslag som var slående lika det Euklidiska systemet, men Euklides första böcker översattes inte till kinesiska förrän 1600-talet, fyrahundra år efter Yangs död.
Yangs texter är de första i vilka kvadratekvationer med negativa koefficienter av 'x' förekommer, men Yang attribuerar den tidigare matematikern Liu Yi för denna upptäckt. Yang var även välkänd för sin förmåga att manipulera decimalbråk. När han ville multiplicera fram arean av ett rektangulärt fält med en bredd av 24 dubbelsteg och 3 4⁄10 fot, och en längd av 36 dubbelsteg och 2 8⁄10 fot, brukade Yang uttrycka det i decimaldelar av dubbelsteg, som 24.68 X 36.56 = 902.3008.